# Sega
Sega Corporation (estilizado SEGA) es una multinacional japonesa de desarrollo y distribución de videojuegos con sede en Shinagawa (Tokio). Sus dos filiales internacionales, Sega América y Sega Europa, tienen sus sedes en Irvine (California) y Londres, respectivamente. La división de arcade de Sega se denominó Sega Interactive Co., Ltd. de 2015 a 2020, para luego fusionarse con Sega Games y crear Sega Corporation. Sega es una filial de Sega Group Corporation, que a su vez forma parte de Sega Sammy Holdings. Entre 1983 y 2001 Sega también fue desarrolladora de videoconsolas.
Sega fue fundada por los empresarios estadounidenses Martin Bromley y Richard Stewart como Nihon Goraku Bussan el 3 de junio de 1960; poco después, la empresa adquirió los activos de su predecesora, Service Games of Japan. Cinco años más tarde pasó a denominarse Sega Enterprises, Ltd., tras adquirir Rosen Enterprises, un importador juegos arcade, máquinas de juegos a monedas. Sega desarrolló su primer arcade, Periscope, a finales de los años 1960. La empresa fue vendida a Gulf and Western Industries en 1969. Tras un descenso en el negocio de las máquinas recreativas a principios de los años 1980, Sega comenzó a desarrollar videoconsolas, comenzando con la SG-1000 y la Master System, pero tuvo que enfrentarse a competidoras como la NES de Nintendo. En 1984 los ejecutivos de Sega David Rosen y Hayao Nakayama, emprendieron una adquisición por la dirección de la empresa con el respaldo de CSK Corporation.
Lanzó su siguiente consola, la Mega Drive (conocida como Genesis en Norteamérica), en 1988. La Mega Drive no tuvo mucho éxito frente a sus competidoras en Japón, pero tuvo gran aceptación en Norteamérica y Europa tras el lanzamiento de Sonic the Hedgehog en 1991 y superó brevemente a su principal competidora, la Super Nintendo, en los Estados Unidos. En esa década la empresa sufrió varios fracasos comerciales, como las consolas 32X, Saturn y Dreamcast. En 2001 dejó de fabricar consolas para convertirse en desarrollador y distribuidor para terceros y fue adquirida por Sammy Corporation en 2004. Desde la adquisición, Sega ha sido más rentable. Sega Holdings Co. Ltd. se fundó en 2015, Sega Corporation, que pasó a llamarse Sega Games Co., Ltd. y sus divisiones de arcade, ocio y juguetes se repartieron entre otras empresas. Sega Games y Sega Interactive se fusionaron en 2020 y pasaron a llamarse Sega Corporation.
Sega desarrolló varias franquicias de juegos con ventas multimillonarias, como Sonic the Hedgehog, Total War, The House of the Dead y Yakuza, y es la productora de juegos arcade más prolífica del mundo. También gestiona salas de juego y desarrolla otros productos de entretenimiento, como los juguetes. Recibió amplio reconocimiento durante la etapa en que desarrollaba sus propias consolas de videojuegos, por su creatividad y sus innovaciones. Sin embargo, en los últimos años ha sido criticada por aspectos relacionados con sus decisiones comerciales y la calidad de su producción creativa.

## Historia

### 1940-1982: inicios; éxito arcade

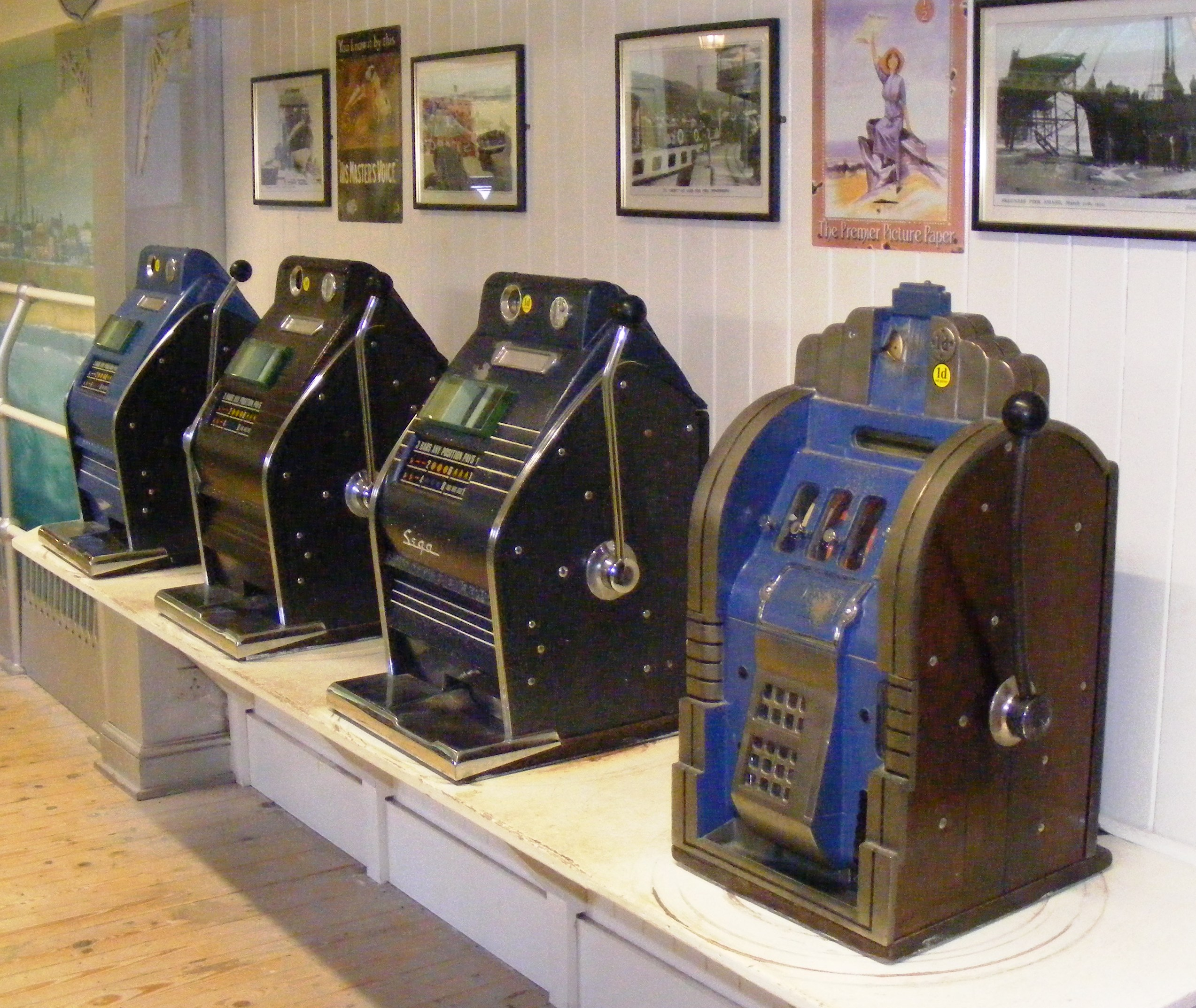
La «Diamond 3 Star» era una máquina tragaperras fabricada por Sega en la década de 1950.

En 1940 los empresarios estadounidenses Martin Bromley, Irving Bromberg y James Humpert fundaron Standard Games en Honolulu, Hawái. Su objetivo era proporcionar máquinas recreativas a monedas, incluidas máquinas tragaperras, a las bases militares considerando que el aumento de personal con el inicio de la Segunda Guerra Mundial conllevaría una demanda de entretenimiento. Después de la guerra los fundadores vendieron Standard Games en 1945 y en 1946 crearon Service Games, que recibió este nombre por su enfoque militar. Cuando el gobierno de los Estados Unidos prohibió las máquinas tragaperras en sus territorios en 1952, Bromley envió a sus empleados Richard Stewart y Ray LeMaire a Tokio para constituir la empresa Service Games of Japan, que se encargaría de suministrar máquinas tragaperras a las bases estadounidenses en Japón. Un año más tarde los cinco hombres establecieron Service Games Panamá para supervisar las entidades de Service Games en todo el mundo. La empresa se expandió en los siete años siguientes con la inclusión de la distribución en Corea del Sur, Filipinas y Vietnam del Sur. El nombre «Sega», una abreviatura de Service Games, se utilizó por primera vez en 1954 en una máquina tragaperras, la Diamond Star.
Debido a la mala reputación provocada por las investigaciones sobre prácticas comerciales ilícitas por parte del gobierno de Estados Unidos, Service Games of Japan se disolvió el 31 de mayo de 1960. El 3 de junio Bromley estableció dos empresas para hacerse cargo de sus actividades comerciales, Nihon Goraku Bussan y Nihon Kikai Seizō. Las nuevas empresas adquirieron todos los activos de Service Games of Japan; Kikai Seizō, que operaba como Sega, Inc., se centró en la fabricación de máquinas tragaperras. Goraku Bussan, que desarrollaba su actividad bajo la dirección de Stewart como Utamatic, Inc., actuaba como distribuidor y operador de máquinas a monedas, sobre todo jukebox. Ambas empresas se fusionaron en 1964, manteniendo el nombre Nihon Goraku Bussan.
En la misma época David Rosen, un oficial estadounidense de la Fuerza Aérea de los Estados Unidos destinado en Japón, inició en 1954 un negocio de cabinas fotográficas en Tokio. Esta compañía se convirtió en Rosen Enterprises y en 1957 comenzó a importar juegos operados con monedas a Japón. En 1965 Nihon Goraku Bussan adquirió Rosen Enterprises para formar Sega Enterprises, Ltd., con Rosen como CEO y director general, mientras que Stewart fue nombrado presidente y LeMaire director de planificación. Poco después Sega dejó de arrendar sus productos a las bases militares y cambió su actividad de máquinas tragaperras a máquinas recreativas a monedas. Entre sus importaciones estaban las jukebox Rock-Ola, las pinball de Williams y los juegos de armas de Midway Manufacturing.

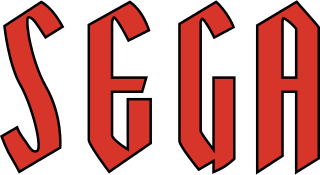
Antiguo logo de Sega Enterprises, Ltd.

Al importar máquinas de segunda mano, que requerían un mantenimiento frecuente, comenzaron a fabricar armas y flippers de repuesto para sus equipos importados. Según el exdirector de Sega, Akira Nagai, esto llevó a la compañía a desarrollar sus propios juegos. El primer juego electromecánico que fabricaron fue el simulador de submarinos Periscope, lanzado en todo el mundo a finales de los años 1960; incluía efectos de luz y sonido considerados innovadores y fue un éxito en Japón. Se exportó a centros comerciales y grandes almacenes de Europa y los Estados Unidos y contribuyó a estandarizar el precio en los arcade de 25 centavos por juego en los Estados Unidos. La empresa se vio sorprendida por el éxito y durante los dos años siguientes desarrollaron y exportaron entre ocho y diez juegos por año, aunque la creciente piratería en la industria llevaría a Sega a dejar de exportar sus juegos hacia 1970.
En 1969 Sega se vendió al consorcio estadounidense Gulf and Western Industries, aunque Rosen se mantuvo como director ejecutivo. En 1974 Gulf and Western constituyó Sega Enterprises, Ltd., una filial de una empresa estadounidense que pasó a llamarse Sega Enterprises, Inc. Sega lanzó Pong-Tron, su primer videojuego, en 1973. A pesar de la dura competencia del exitoso juego de arcade de Taito Space Invaders en 1978, Sega creció gracias al auge de los juegos de arcade de finales de los años 1970, con unos ingresos que superaron los 100 millones de dólares en 1979. Durante este período, Sega adquirió Gremlin Industries, que fabricaba juegos de arcade basados en microprocesadores, y Esco Boueki, una distribuidora de juegos a monedas fundada y propiedad de Hayao Nakayama, quien pasó a incorporarse en la gestión de operaciones de Sega en Japón. A principios de los años 1980 eran uno de los cinco principales fabricantes en activo de juegos de arcade en los Estados Unidos, con unos ingresos que ascendían a 214 millones de dólares. En 1979 lanzaron Head On, primer juego del tipo «comer los puntos» que posteriormente Namco utilizó en su gran éxito Pac-Man. En 1981 Sega licenció y lanzó Frogger, su juego de mayor éxito hasta entonces. En 1982 presentó el primer juego en emplear perspectiva axonométrica, Zaxxon.

### 1982-1989: incorporación al mercado de las videoconsolas

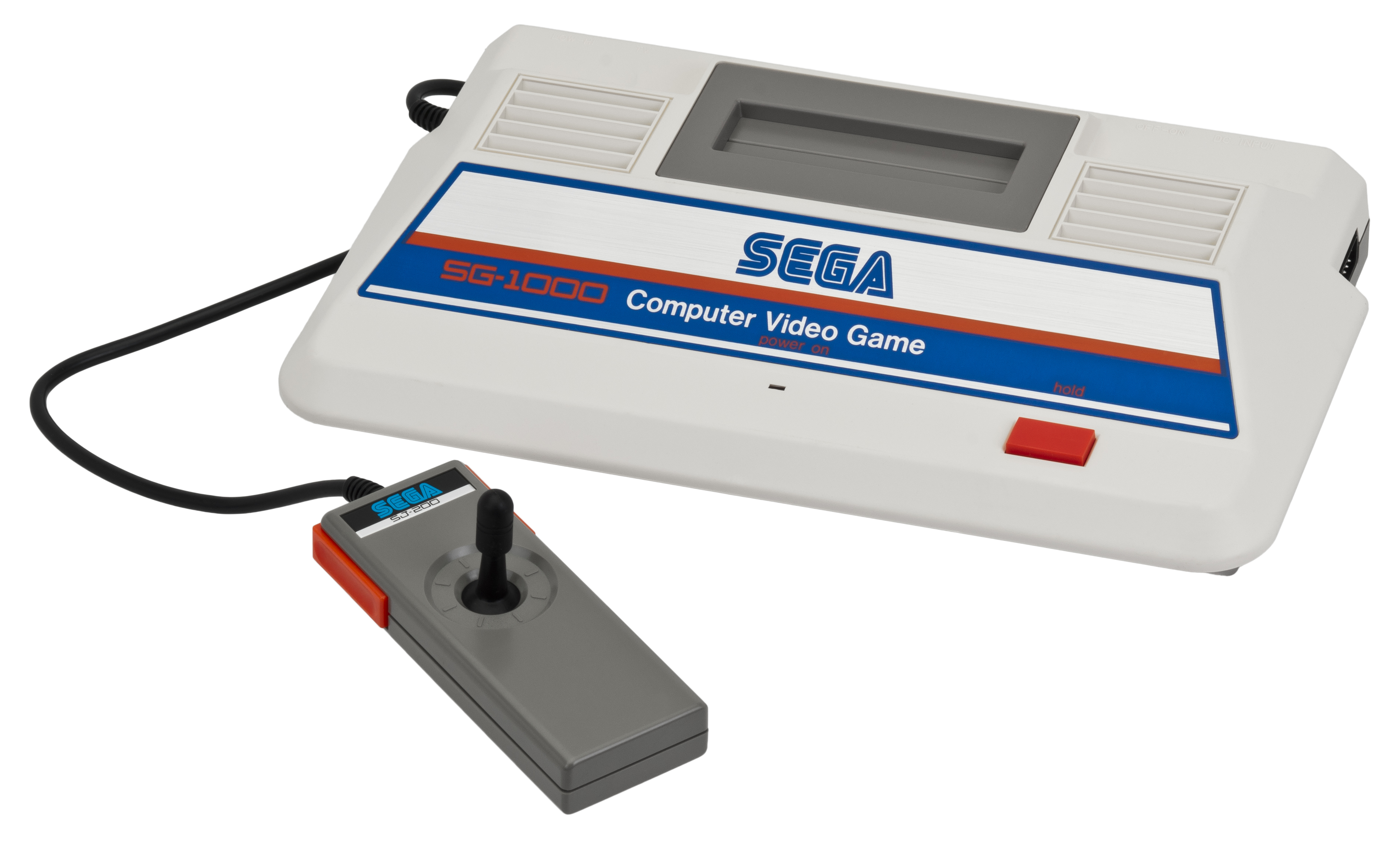
SG-1000, la primera videoconsola de Sega.

Tras un descenso en el mercado de los juegos recreativos a partir de 1982, Gulf and Western vendió su filial norteamericana de producción de arcade y los derechos de licencia de sus juegos arcade a Bally Manufacturing en septiembre de 1983. Gulf and Western conservó la división de I+D de Sega en América del Norte y su filial japonesa, Sega Enterprises, Ltd. Con su negocio de arcade a la baja, el presidente de Sega Enterprises, Ltd. Nakayama propuso que la empresa utilizara su experiencia en hardware para entrar en el mercado de consumo doméstico en Japón. Esta decisión llevó a Sega a desarrollar un ordenador, el SC-3000. Al enterarse de que Nintendo estaba desarrollando una consola dedicada exclusivamente a juegos, la Famicom, Sega desarrolló su primer sistema de videojuegos para uso doméstico, la SG-1000, que se lanzó conjuntamente con la SC-3000, una versión en formato de ordenador personal. Se lanzaron versiones adaptadas de la SG-1000 en distintos mercados de todo el mundo. Se vencieron 160 000 unidades de la SG-1000 en 1983, lo que superó con creces la previsión de Sega de 50 000 unidades en el primer año, aunque fue superada por la Famicom, debido en parte a que Nintendo amplió su catálogo de juegos contratando a desarrolladores externos, mientras que Sega se mostró reacia a colaborar con empresas con las que competía en el mercado arcade.
En noviembre de 1983 Rosen anunció su intención de renunciar a la presidencia de Sega Enterprises, Inc. el 1 de enero de 1984. Jeffrey Rochlis se presentó como el nuevo presidente y director de operaciones de Sega. Poco después del lanzamiento de la SG-1000 y de la muerte del fundador de la compañía Charles Bluhdorn, Gulf and Western comenzó a vender sus negocios secundarios. Nakayama y Rosen organizaron una adquisición por la dirección de la subsidiaria japonesa en 1984 con el respaldo financiero de CSK Corporation, una importante empresa japonesa de desarrollo de software. Los activos de Sega en Japón fueron comprados por 38 millones de dólares por un grupo de inversores liderados por Rosen y Nakayama. Isao Okawa, presidente del consejo de administración de CSK, fue nombrado presidente, mientras que Nakayama se estableció como CEO de Sega Enterprises, Ltd.

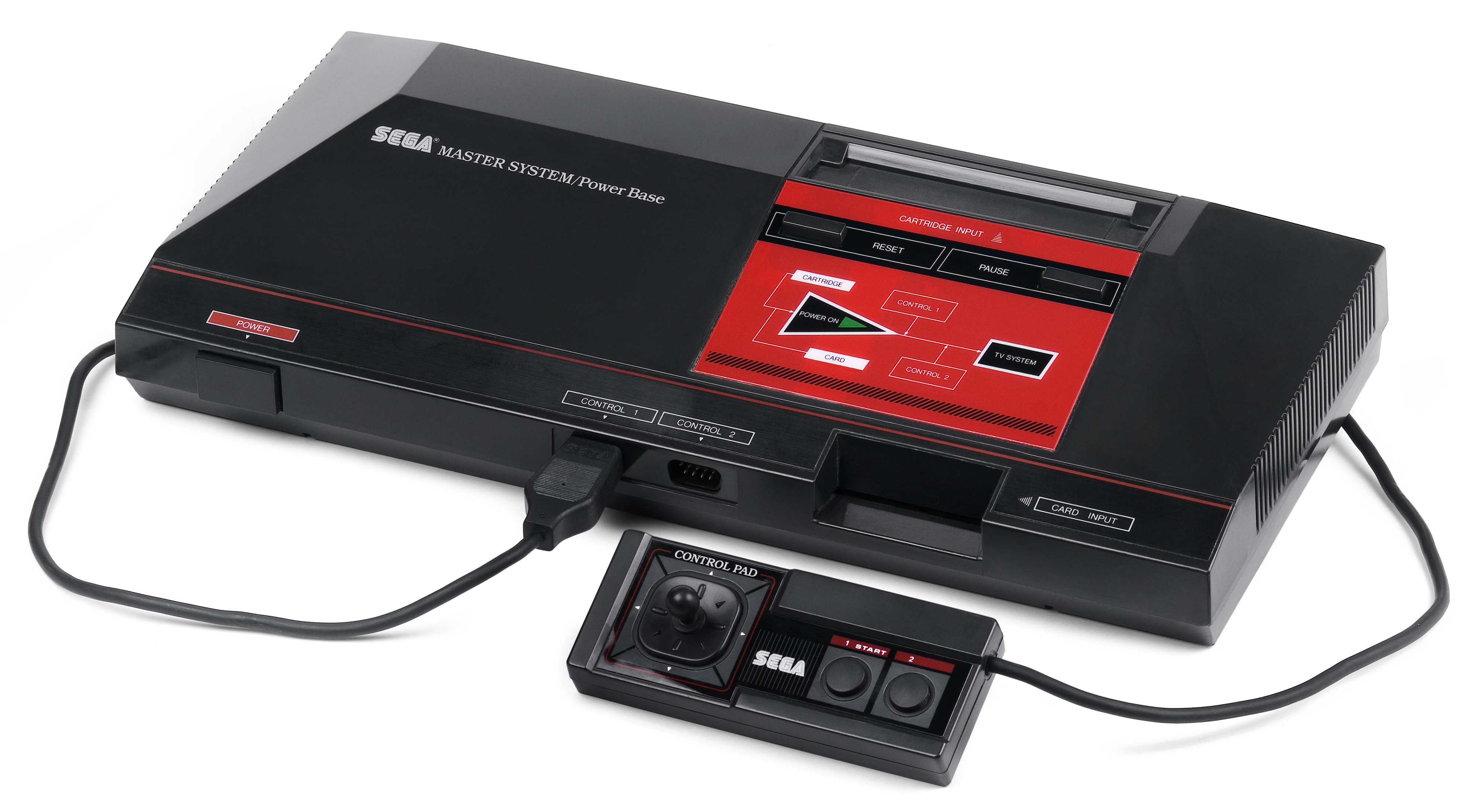
La Master System se lanzó en 1986 en Norteamérica y en 1987 en Europa.

En 1985 comenzó a trabajar en la Mark III, una versión mejorada de la SG-1000 que mantenía total compatibilidad con los cartuchos y tarjetas de su predecesora. La Mark III se lanzó en Japón en octubre de 1985, comercializándose en Estados Unidos y Europa como Master System, con un diseño futurista que pretendía resultar atractivo para los gustos occidentales. A pesar de contar con un hardware más potente que la Famicom en algunos aspectos, inicialmente no fue un éxito. Como Nintendo exigió a los desarrolladores externos que no hicieran adaptaciones de sus juegos de la Famicom para otras consolas, Sega desarrolló sus propios juegos y adquirió los derechos para portar juegos de otros desarrolladores. Para facilitar la comercialización de la consola en Norteamérica, decidieron vender la Master System como un juguete, como había hecho Nintendo con la NES. Sega se asoció con Tonka, una empresa juguetera estadounidense, para aprovechar la experiencia de esta empresa en sector, aunque una comercialización inadecuada por parte de Tonka perjudicó las ventas de la Master System. A principios de 1992 se abandonó la producción en América del Norte. La Master System vendió entre 1,5 y 2 millones de unidades en la región, una cuota de mercado menor que la de Nintendo y Atari, que controlaban el 80 y el 12 % del mercado respectivamente. En cambio la consola resultó ser un éxito en Europa, donde superó a la NES por un margen considerable; en 1993 la base de usuarios activos de la Master System en Europa era de 6,25 millones de unidades. En Brasil el éxito de esta consola ha sido continuo y se siguen lanzando nuevas versiones por el socio de Sega en la región, Tectoy; en 2016 la Master System había vendido 8 millones de unidades en el país.
En 1984 abrió su división europea de distribución de arcade, Sega Europa. Volvió a introducirse en el mercado estadounidense de arcade en 1985 con el establecimiento de Sega Enterprises USA tras un acuerdo con Bally, donde tuvo éxito con el lanzamiento de Hang-On ese mismo año, llegando a ser tan popular que tuvieron dificultades para satisfacer la demanda del juego. UFO Catcher se introdujo en 1985 y en 2005 fue el juego de grúa atrapapeluches más instalado en Japón. En 1986 se estableció Sega América para administrar los productos de consumo de la compañía en Norteamérica, comenzando con la comercialización de la Master System. Durante su asociación con Tonka, Sega América renunció a la comercialización y distribución de la consola y se centró en la atención al cliente y en cierta localización de los títulos. Out Run, un videojuego de carreras lanzado en 1986, se convirtió en el arcade más vendido por la compañía en la década de 1980. El exdirector de Sega, Akira Nagai, dijo que Hang-On y Out Run ayudaron a salvar el mercado de los juegos arcade de la crisis de 1982 y crearon nuevos géneros de videojuegos.

### 1989-1994: Mega Drive;Sonic the Hedgehog; éxito comercial

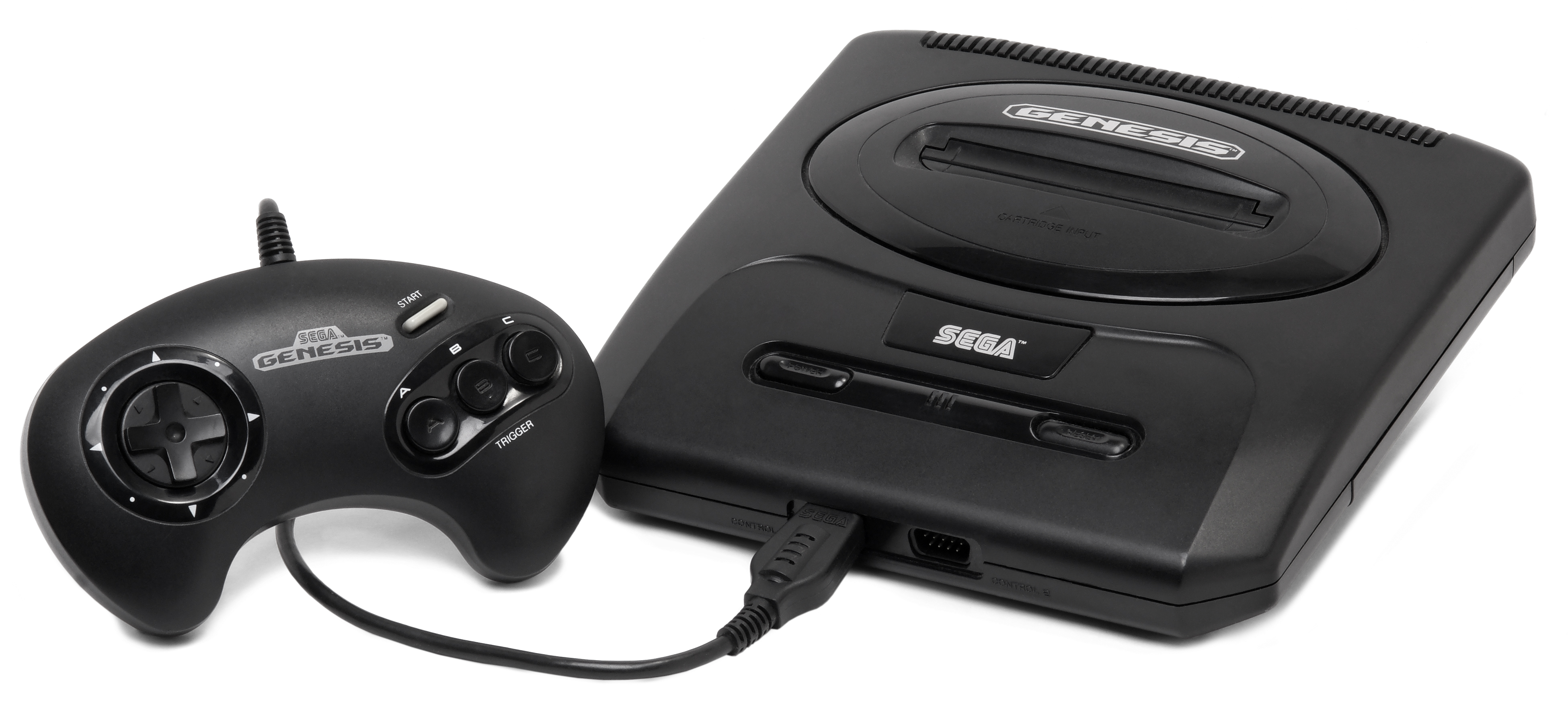
Segundo diseño de la versión americana de la Mega Drive.

Con el mercado de los juegos de arcade de nuevo en expansión, Sega fue una de las marcas de juegos más reconocidas a finales de los años 1980. La compañía se centró en ofrecer juegos arcade destinados a satisfacer distintos gustos, como los de carreras o los de desplazamiento lateral, entre otros. La sucesora de la Master System, la Mega Drive, se presentó en Japón el 29 de octubre de 1988. Su lanzamiento se vio ensombrecido por el del Super Mario Bros. 3 de Nintendo una semana antes. La positiva valoración de las revistas Famitsū y Beep! ayudó a conseguir clientes, pero Sega solo distribuyó 400 000 unidades en el primer año. La Mega Drive sufrió la competencia de la Famicom de 8 bits de Nintendo y quedó atrás de las Super Famicom y la PC Engine de NEC de 16 bits en el mercado japonés de las videoconsolas de cuarta generación. Para su lanzamiento en Norteamérica, donde se comercializó como Genesis, la compañía no disponía de una organización de ventas y marketing; cuando Atari rechazó su oferta para comercializar la consola en la región, la compañía lo hizo a través de su propia filial Sega América. La Genesis se presentó en Nueva York y Los Ángeles el 14 de agosto de 1989 y posteriormente en el resto de Norteamérica ese mismo año. La versión europea se lanzó en septiembre de 1990.
Michael Katz, antiguo ejecutivo de Atari y nuevo presidente de Sega América, desarrolló una estrategia en dos fases para aumentar las ventas en Norteamérica. La primera incluía una campaña de marketing para hacer frente a Nintendo haciendo hincapié en la experiencia más parecida a los arcade que ofrecía la Genesis, con eslóganes como «Genesis Does What Nintendon't (Genesis hace lo que Nintendo no)». Dado que Nintendo era propietaria de los derechos de la mayoría de los juegos arcade para consola de la época, la segunda fase consistió en la creación de una serie de juegos que utilizaba los nombres de famosos, como Michael Jackson's Moonwalker o Joe Montana Football. Sin embargo Sega no pudo superar la enorme presencia de Nintendo en los hogares; a pesar de que Nakayama le encargó que vendiera un millón de unidades en el primer año, Sega América solo vendió 500 000.
Tras el lanzamiento de la Mega Drive, Sega buscó una nueva franquicia insignia para competir con la serie Mario de Nintendo. Su nuevo personaje, Sonic the Hedgehog, acabó convirtiéndose en una de las franquicias de videojuegos más vendidas de la historia. Los orígenes del primer juego de Sonic se remontan a una demo técnica creada por Yūji Naka que mostraba a un personaje de rápidos movimientos que rodaba formando una bola a través de un tubo sinuoso, que posteriormente se concretó con el diseño del personaje de Naoto Ōshima y los niveles concebidos por Hirokazu Yasuhara.
Nakayama contrató a Tom Kalinske como CEO de Sega América a mediados de 1990 y Katz dejó la empresa al poco tiempo. Kalinske no era un gran conocedor del mercado de los videojuegos, pero se rodeó de asesores expertos en la industria. Partidario del freebie marketing, desarrolló un plan de cuatro objetivos: reducir el precio de la Genesis, crear un equipo de personal estadounidense para desarrollar juegos dirigidos al mercado americano, ampliar las agresivas campañas publicitarias y sustituir el juego Altered Beast con Sonic the Hedgehog. Los directivos japoneses desaprobaban su plan, pero Nakayama de dio el visto bueno, diciéndole: «Te contraté para tomar las decisiones para Europa y América, así que adelante, hazlo.» En gran parte debido a la popularidad de Sonic the Hedgehog, la Genesis superó a su principal competidora, la SNES de Nintendo, en los Estados Unidos por casi dos a uno durante la temporada de vacaciones de 1991. En enero de 1992 Sega controlaba el 65 % del mercado de consolas de 16 bits. Superaron a Nintendo durante cuatro temporadas navideñas consecutivas gracias a la ventaja de haberse lanzado antes la Genesis, su precio más bajo y un mayor catálogo de juegos en comparación con la SNES en el momento de su lanzamiento. La penetración de Nintendo en el mercado estadounidense de 16 bits cayó del 60 % a finales de 1992 al 37 % a finales de 1993, Sega obtuvo el 55 % de todas las ventas de hardware de 16 bits durante 1994, aunque la SNES superó a la Genesis de 1995 a 1997.

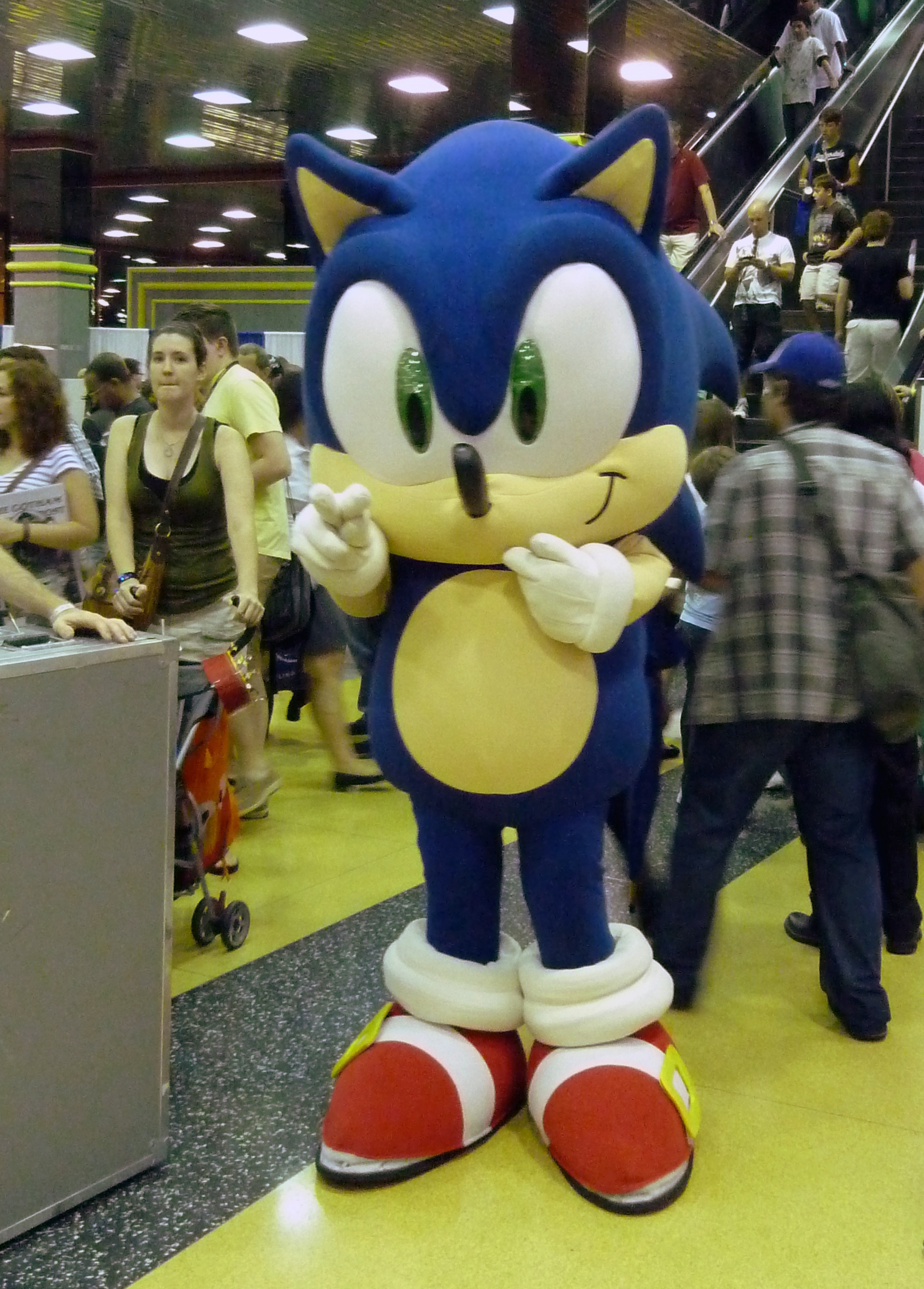
Sonic the Hedgehog, la mascota de Sega.

En 1990 Sega lanzó una consola portátil, la Game Gear, para competir con la Game Boy de Nintendo. La Game Gear se diseñó como una versión portátil de la Master System e incluía una pantalla a todo color, a diferencia de la pantalla monocromática de Game Boy. Debido a la corta duración de la batería, la falta de juegos originales y el escaso apoyo de Sega la Game Gear, con unas ventas de unos 11 millones de unidades, no superó a la Game Boy. Sega lanzó la Mega-CD en Japón el 1 de diciembre de 1991, con un precio inicial de 49 800 yenes. Este dispositivo periférico utiliza la tecnología del CD-ROM y contaba con características como un segundo procesador más rápido, una gran ampliación de la memoria del sistema, un chip gráfico que realiza el escalado y la rotación de forma similar a los juegos arcade de Sega y otro chip de sonido. En Norteamérica se lanzó el 15 de octubre de 1992 como Sega CD y con un precio de venta al público de 299 dólares. En Europa mantuvo su nombre original y se lanzó en 1993. En Japón solo se vendieron 100 000 unidades durante el primer año, muy por debajo de las expectativas de Sega. En cambio la compañía tuvo éxito con los juegos arcade; en 1992 y 1993 los juegos Virtua Racing y Virtua Fighter (el primer videojuego de lucha 3D), creados para la nueva placa base para sistemas arcade Sega Model 1 desarrollada por su equipo interno Sega-AM2, desempeñaron un papel crucial en la popularización de los gráficos poligonales 3D.
En 1993 los medios de comunicación estadounidenses comenzaron a llamar la atención sobre el contenido violento y para adultos de ciertos videojuegos, como el Night Trap para la Sega CD y la versión para la Genesis del Mortal Kombat de Midway Games, precisamente en un momento en el que Sega estaba capitalizando su imagen de empresa «vanguardista» con «carácter», lo que acentuó esa imagen. Para gestionar esta situación, Sega instituyó el primer sistema de clasificación de videojuegos de los Estados Unidos, el Videogame Rating Council (VRC), para todos sus sistemas. Las clasificaciones iban desde la categoría familiar GA hasta la de mayor edad MA-13, además de la categoría de solo para adultos MA-17. El vicepresidente ejecutivo de Nintendo América Howard Lincoln se apresuró a señalar en las audiencias sobre videojuegos del Congreso de los Estados Unidos de 1993 que Night Trap todavía no había sido clasificado. El senador Joe Lieberman convocó otra audiencia en febrero de 1994 para comprobar el progreso hacia un sistema de clasificación de la violencia en los videojuegos. Tras las audiencias, Sega propuso que su sistema VRC se adoptara como sistema general de clasificación; tras las objeciones de Nintendo y otros fabricantes, Sega participó en la formación de la Entertainment Software Rating Board.

### 1994-1999: 32X; Saturn; descenso en las ventas
Sega había iniciado los trabajos de diseño de la Saturn más de dos años antes de que el sistema se presentara en la Feria del Juguete de Tokio en junio de 1994. Según el antiguo productor de Sega América, Scot Bayless, Nakayama estaba preocupado por la salida de la Atari Jaguar en 1994 y porque la Saturn no estaría disponible hasta el año siguiente, por lo que decidió sacar al mercado una segunda consola a finales de 1994. La compañía comenzó a desarrollar la 32X, un periférico de la Mega Drive que serviría como una introducción menos costosa a la era de los 32 bits. La 32X no sería compatible con la Saturn, pero funcionaría con los juegos de la Mega Drive. Se lanzó el 21 de noviembre de 1994 en Norteamérica, el 3 de diciembre de 1994 en Japón y en enero de 1995 en las zonas PAL, con un precio de lanzamiento de menos de la mitad del que iba a ser el precio de lanzamiento de la Saturn. Pasada la temporada de vacaciones, el interés por la 32X disminuyó rápidamente.

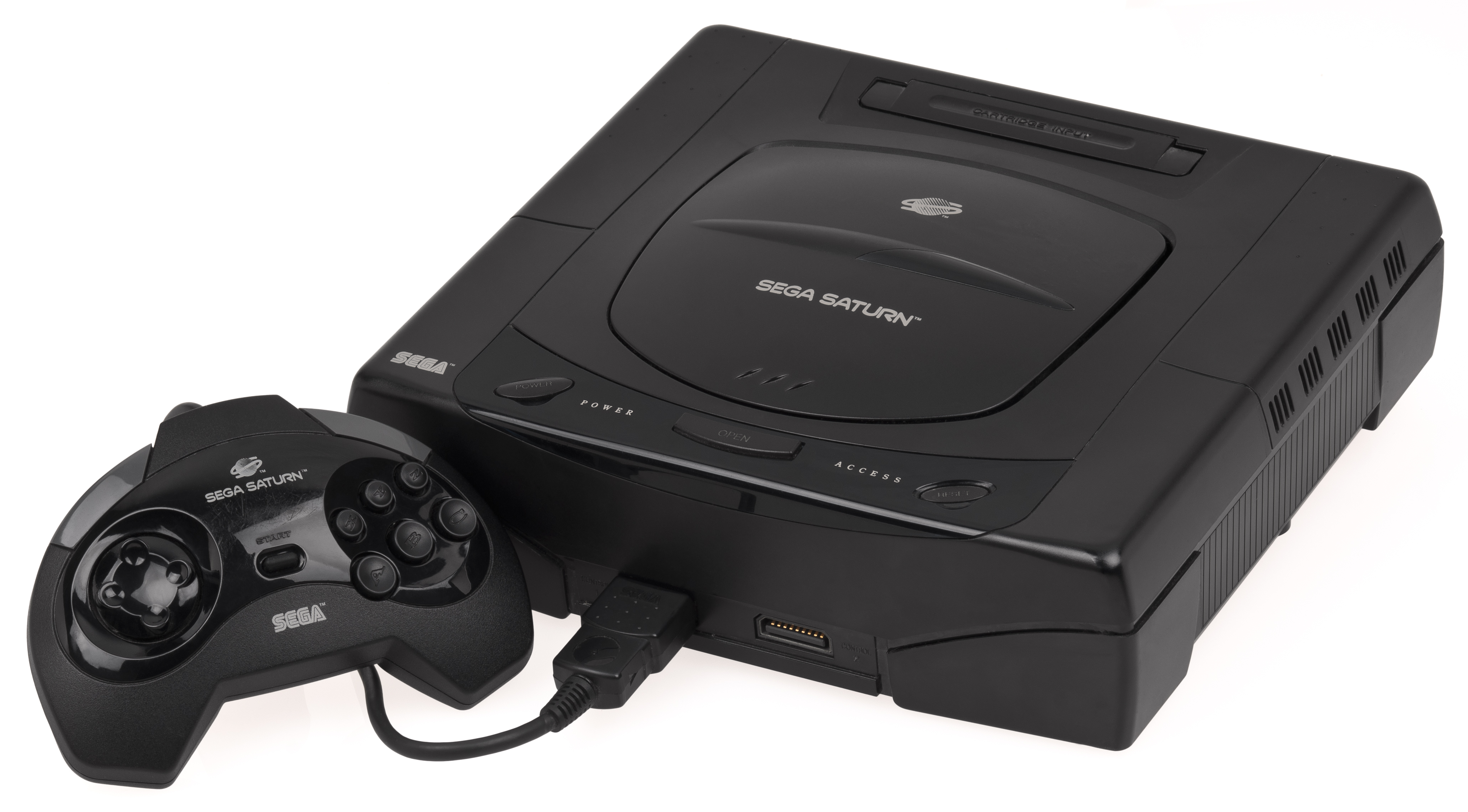
La Saturn no tuvo tanto éxito como su predecesora, la Mega Drive.

El lanzamiento de la Saturn se realizó en Japón el 22 de noviembre de 1994. La versión portada del popular juego de arcade Virtua Fighter se vendió en una proporción de casi uno a uno con la Saturn tras su lanzamiento y fue crucial para el éxito inicial del sistema en Japón. El suministro inicial de 200 000 unidades de la Saturn se agotó el primer día y en Japón fue más popular que su nueva competidora, la PlayStation de Sony. En marzo de 1995, el CEO de Sega América, Tom Kalinske, anunció que la consola se lanzaría en los Estados Unidos el «Sarturnday» 2 de septiembre de 1995. Sega Japón decidió hacer un lanzamiento anticipado de la Saturn para adelantarse al de la PlayStation. En la primera Electronic Entertainment Expo (E3) celebrada en Los Ángeles el 11 de mayo de 1995, Kalinske reveló el precio de lanzamiento y que Sega había enviado 30 000 Saturn a Toys "R" Us, Babbage's, Electronics Boutique y Software Etc. para su comercialización inmediata. El lanzamiento en Europa se produjo antes de la fecha previamente anunciada para Norteamérica, el 8 de julio de 1995. La PlayStation se comercializó en Norteamérica el 9 de septiembre de 1995 y dos días después ya vendió más unidades que la Saturn en los cinco meses transcurridos desde su lanzamiento anticipado; en su primer año, la PlayStation se hizo con más del veinte por ciento del mercado de videojuegos de los Estados Unidos. El elevado precio de la Saturn, el lanzamiento sorpresa que causó problemas con los distribuidores y los desarrolladores externos y sus problemas para manejar los gráficos poligonales fueron los principales factores que motivaron su fracaso. Sega también subestimó la prolongada popularidad de la Mega Drive; las ventas de juegos y consolas de 16 bits representaron el 64 % del mercado en 1995. A pesar de hacerse con el 43  % de la cuota de mercado de los Estados Unidos y vender más de dos millones de unidades de la Genesis en 1995, Kalinske calculó que Sega podría haber vendido otras 300 000 consolas si se hubieran preparado para satisfacer su demanda.
Otro gran problema surgió en Sega of America en 1995. En el mercado estadounidense, grandes minoristas como Toys "R" Us y Walmart almacenaban hardware y software de juegos. Este tipo de comerciantes compraban una gran cantidad de productos al principio. Sin embargo, si no vendían los productos en un plazo determinado, los devolvían todos. Las ganancias declaradas por SOA en 1993, por ejemplo, se esfumaron porque tuvo que sufrir pérdidas extraordinarias por los productos devueltos posteriormente. Estas pérdidas extraordinarias ascendieron a 100 o 200 millones de dólares cada vez. Con Genesis, todas estas pérdidas empezaron a aparecer en 1994, 1995 y 1996. Aunque Sega of America tenía fama de ganar mucho dinero, la matriz japonesa descubrió que las ganancias estaban sobrevalorados y exigió a Sega of America que redujera el tamaño de la empresa. A Tom Kalinske se le dio un año para reestructurar la empresa. Después de un año, en 1996, la reestructuración no había progresado y se le pidió a Tom Kalinske que dimitiera. 
En julio de 1996 Shōichirō Irimajiri fue nombrado presidente del consejo de administración y CEO de Sega América, mientras que Kalinske dejaba la compañía el 30 de septiembre de ese año. Anteriormente ejecutivo de Honda, Irimajiri había estado vinculado a Sega América desde que se incorporó a la empresa en 1993. La compañía también anunció que Rosen y Nakayama habían renunciado a sus cargos en Sega América, aunque ambos continuaban en Sega. Bernie Stolar, exejecutivo de Sony Computer Entertainment of America, fue nombrado vicepresidente ejecutivo de Sega América a cargo del desarrollo de productos y las relaciones con terceros.  Stolar no era partidario de la Saturn, pues consideraba que su hardware estaba mal diseñado, llegando a declarar que «la Saturn no es nuestro futuro» en la E3 de 1997, aunque continuó destacando la calidad de sus juegos. En Sony, Stolar se había opuesto a la localización de ciertos juegos japoneses para la PlayStation que, en su opinión, no representarían bien el sistema en Norteamérica y defendió una política similar para la Saturn, aunque posteriormente trató de desentenderse de esta postura. Otros cambios consistieron en una imagen más suavizada en la publicidad de Sega, incluida la eliminación de su logo sonoro con el grito «¡Sega!», y la celebración de encuentros con la prensa para el sector de la educación.
Sega se asoció con General Electric para desarrollar la placa de sistema arcade Sega Model 2, utilizando la tecnología 3D de la industria arcade de la época, lo que supuso la creación de varios juegos arcade de gran éxito, como Daytona USA, que se lanzó con una capacidad limitada a finales de 1993 y en todo el mundo en 1994, Virtua Cop y Virtua Fighter 2. Además de la Saturn, la empresa realizó incursiones en el mercado de los ordenadores personales con la creación en 1995 de la empresa de desarrollo de videojuegos SegaSoft, a la que se le encargó la creación de juegos originales para Saturn y PC. En 1996 Sega explotó centros comerciales no solo en Japón, con Joypolis, sino también en el extranjero, con salas de juego con la denominación Sega World en el Reino Unido y Australia. De 1994 a 1999 Sega participó en el mercado del pinball cuando se hizo cargo de la división de estos juegos de Data East.
En enero de 1997 anunciaron su intención de fusionarse con la empresa japonesa de juguetes Bandai; la intención era formalizar una fusión a través de un intercambio de acciones (stock swap) por valor de mil millones de dólares mediante el cual Sega adquiriría la totalidad de Bandai, para formar la compañía Sega Bandai, Ltd. pero, aunque la fusión debía realizarse en octubre de ese año, se canceló en mayo tras la creciente oposición de los ejecutivos de nivel medio de Bandai, formalizando en su lugar una alianza comercial entre Sega y Bandai. Ante el empeoramiento de la situación financiera de Sega, Nakayama renunció a la presidencia en enero de 1998 en favor de Irimajiri; esta renuncia puede deberse en parte al fracaso de la fusión, además de los malos resultados de Sega en 1997. Stolar se convirtió en CEO y presidente de Sega América.
La renuncia de Nakayama puede haber sido en parte debido al fracaso de la fusión, así como a los resultados de Sega en 1997. Stolar fue nombrado CEO y presidente de Sega América.
La Saturn no consiguió hacerse con el liderazgo en el mercado. Tras el lanzamiento de la Nintendo 64 en 1996 las ventas de la Saturn y sus juegos cayeron drásticamente, mientras que la PlayStation la superaba tres a uno en los Estados Unidos en 1997. Tras cinco años con bajadas de beneficios, en el ejercicio económico que finalizó el 31 de marzo de 1998, Sega sufrió sus primeras pérdidas financieras desde su admisión a cotización en la Bolsa de Tokio en 1988, tanto de la empresa matriz como la corporación en su conjunto. Poco antes del anuncio de las pérdidas, abandonaron la distribución de la Saturn en Norteamérica para preparar el lanzamiento de su sucesora, la Dreamcast. La decisión dejó al mercado occidental sin juegos de Sega durante más de un año. La Saturn se mantuvo durante más tiempo en Japón y Europa; Irimajiri declaró en el periódico japonés Daily Yomiuri que la producción de la consola se detendría a finales de 1998 y que se seguirían elaborando juegos hasta mediados de 1999. La compañía sufrió una nueva pérdida neta consolidada de 42 881 millones de yenes en el año fiscal que finalizó en marzo de 1999 y anunció intención de suprimir 1000 puestos de trabajo, casi una cuarta parte de su plantilla. Con unas ventas totales de 9,26 millones de unidades, la Saturn se considera un fracaso comercial. Las divisiones de arcade de Sega también tuvieron dificultades a finales de los años 1990, en parte debido a la caída del mercado a raíz de la competencia de las consolas domésticas.

### 1998-2001: Dreamcast; continuos resultados económicos negativos

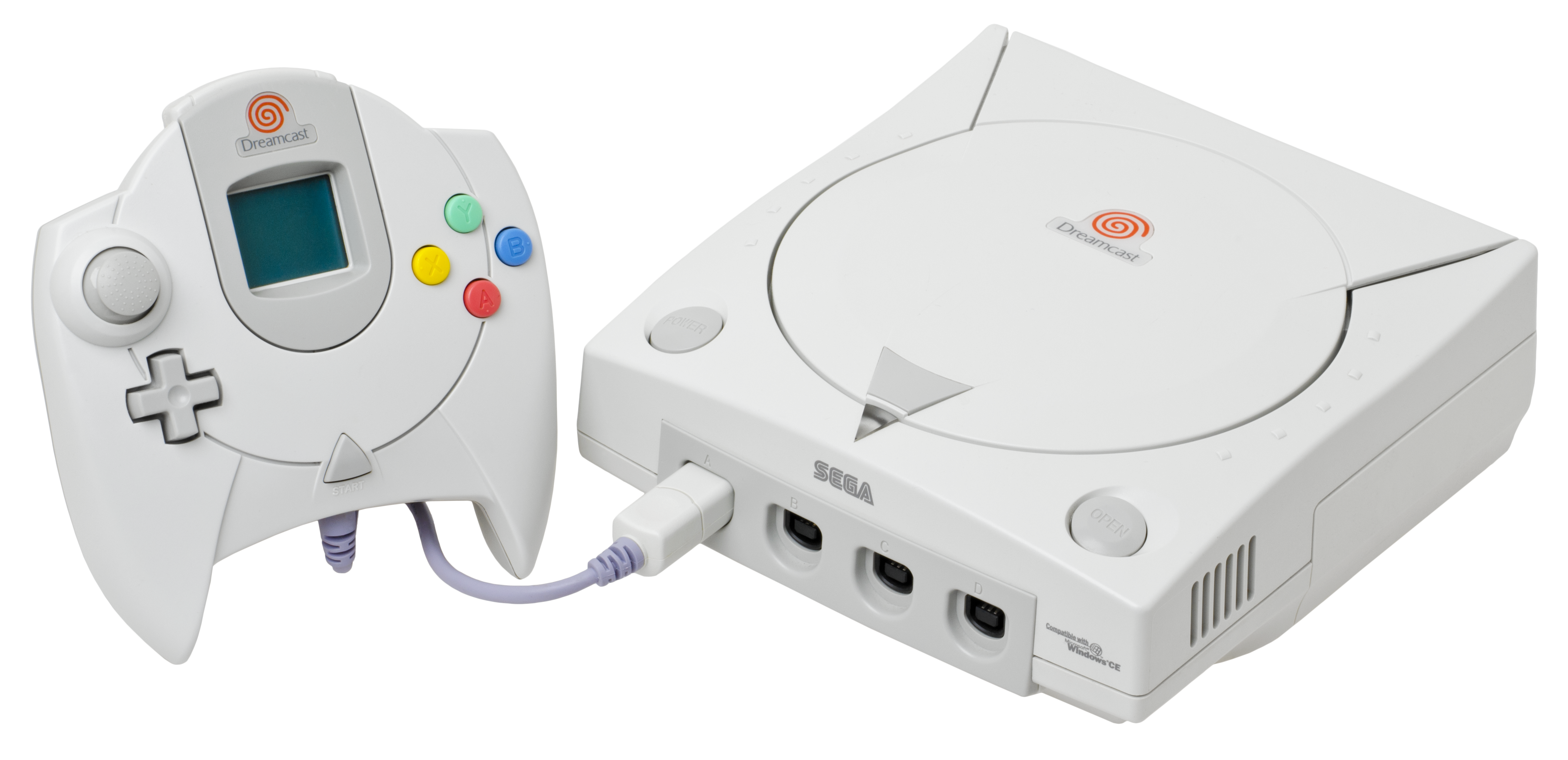
La Dreamcast, que se dejó de comercializar en 2002, fue la última consola de videojuegos de Sega.

A pesar de una caída en los beneficios del semestre del 75 % justo antes del lanzamiento en Japón de la consola, la compañía tenía confianza en su nuevo sistema. La Dreamcast despertó un gran interés y generó muchos pedidos anticipados. Sega anunció que Sonic Adventure, el nuevo juego protagonizado por la mascota de la compañía, Sonic the Hedgehog, se lanzaría conjuntamente con la consola; se promocionó con una demostración pública a gran escala en el Foro Internacional de Tokio. A causa del elevado índice de fallos en el proceso de fabricación, no pudieron producir suficientes consolas para el lanzamiento en Japón de la Dreamcast. Como más de la mitad de sus limitadas existencias se habían encargado por adelantado, Sega dejó de aceptar solicitudes anticipadas en Japón. Antes del lanzamiento, anunciaron la salida al mercado de su nueva placa de arcade New Arcade Operation Machine Idea (NAOMI), una alternativa más barata a la Sega Model 3. NAOMI compartía tecnología con la Dreamcast, lo que permitía portar juegos arcade para la Dreamcast casi idénticos al original.
Se lanzó en Japón el 27 de noviembre de 1998; al final del día la totalidad de la producción inicial de 150 000 unidades se había agotado. Irimajiri calculó que se podrían haber vendido entre 200 000 y 300 000 unidades más si se hubiera contado con un suministro suficiente. Esperaban vender más de un millón de unidades de Dreamcast en Japón para febrero de 1999, pero se vendieron menos de 900 000. Este descenso de las ventas frustró los intentos de Sega de construir una base suficiente de equipos en uso para asegurar la supervivencia de la Dreamcast ante la llegada de la competencia de otros fabricantes. Antes de su lanzamiento en el mercado occidental, bajaron el precio de la consola en Japón a 9100 yenes, lo que la hacía poco rentable pero incrementó las ventas.
El 11 de agosto de 1999 Sega América confirmó el despido de Stolar. Peter Moore, a quien el propio Stolar había contratado como ejecutivo de Sega América solo seis meses antes, fue el encargado del lanzamiento de la consola en Norteamérica, que se realizó el 9 de septiembre de 1999, con 18 juegos. Sega estableció un récord al vender 225 132 unidades de la Dreamcast en 24 horas, con unos ingresos de 98,4 millones de dólares en lo que Moore denominó «las 24 horas más grandes de la historia del comercio minorista del entretenimiento». En dos semanas las ventas de la consola en Estados Unidos superaron las 500 000 unidades; para Navidad, Sega ocupaba el 31 por ciento del mercado de videojuegos de Estados Unidos por ingresos. El 4 de noviembre la compañía anunció que había vendido más de un millón de unidades de la Dreamcast en Norteamérica. Sin embargo, el lanzamiento se vio empañado por un fallo en una de las plantas de fabricación de Sega, que produjo GD-ROM defectuosos en los que los datos no se grababan correctamente en el disco. El lanzamiento de la Dreamcast en Europa fue el 14 de octubre de 1999; si bien se habían comercializado 500 000 unidades en Europa para la Navidad de 1999, las ventas en ese continente disminuyeron y para octubre de 2000 solo se habían vendido alrededor de un millón de unidades.
Aunque el lanzamiento de la Dreamcast fue un éxito, la PlayStation de Sony todavía acaparaba el 60 % de la cuota total del mercado en Norteamérica a finales de 1999. El 2 de marzo de 1999, en lo que un artículo calificó como «un vaporware muy publicitado», Sony reveló los primeros detalles de su «PlayStation de nueva generación». Ese mismo año, Nintendo anunció que su próxima consola alcanzaría o superaría todo lo existente en el mercado y Microsoft inició el desarrollo de su propia consola, la Xbox. El éxito inicial de Sega fue efímero; las ventas de la Dreamcast en Estados Unidos, que superaron el millón y medio de unidades a finales de 1999, en enero de 2000 comenzaron a disminuir. Las escasas ventas en Japón contribuyeron a la pérdida neta consolidada de Sega de casi cuarenta y tres mil millones de yenes en el año fiscal que finalizó en marzo de 2000, que además venía tras una pérdida de un importe similar del año anterior y suponía el tercer ejercicio anual negativo consecutivo de la compañía. Aunque las ventas totales de Sega durante este período aumentaron un 27,4 % y las ventas de la Dreamcast en Norteamérica y Europa superaron con creces sus expectativas, este incremento coincidió con una disminución de la rentabilidad debido a las inversiones que tuvieron que realizar para lanzar la Dreamcast en los mercados occidentales y a las escasas ventas de software en Japón. Al mismo tiempo, el empeoramiento de la situación general redujo la rentabilidad del negocio arcade japonés de Sega, lo que provocó el cierre de 246 locales.
Moore afirmó que la Dreamcast necesitaría vender cinco millones de unidades en los Estados Unidos a finales de 2000 para seguir siendo viable, pero este objetivo no pudo alcanzarse ya que las ventas solo alcanzaron los tres millones de unidades. Además, los intentos de Sega de estimular las ventas de la consola mediante precios más bajos y reembolsos en efectivo causaron una escalada de pérdidas financieras. En marzo de 2001 la pérdida neta consolidada de la compañía fue de 51 700 millones de yenes. Aunque el lanzamiento de la PlayStation 2 en Norteamérica el 26 de octubre se vio empañado por la falta de disponibilidad, este hecho no benefició a la Dreamcast tanto como se esperaba, ya que muchos consumidores decidieron seguir esperando o compraron una PSOne. Sony y Nintendo acabaron haciéndose con el 50 y el 35 % respectivamente del mercado de videojuegos de Estados Unidos, mientras que Sega solo pudo hacerse con el 15 %.

### 2001-2003: Cambio en la línea de negocio

El presidente del consejo de administración de CSK, Isao Okawa, reemplazó a Irimajiri como presidente de Sega el 22 de mayo de 2000. Okawa había defendido durante mucho tiempo que Sega debía abandonar el negocio de las consolas, idea que compartía el cofundador de Sega, David Rosen, que dijo «siempre había considerado que era una locura por su parte estar limitando el potencial de Sega al hardware», y Stolar había sugerido que deberían haber vendido la compañía a Microsoft. En una reunión celebrada en septiembre de 2000 con los ejecutivos de Sega en Japón y los responsables de sus diseños de juegos originales, Peter Moore y el ejecutivo de Sega América Charles Bellfield recomendaron que Sega abandonara el negocio de las consolas; ante la propuesta, los responsables del diseño de juegos abandonaron la reunión. Se anunció un cambio oficial de nombre de la compañía de Sega Enterprises, Ltd. a Sega Corporation a partir del 1 de noviembre de 2000. Sega declaró en un comunicado que era para mostrar su compromiso con el «negocio del ocio a través de la red».
El 23 de enero de 2001 el periódico japonés Nihon Keizai Shimbun publicó que Sega abandonaría la producción de la Dreamcast y trabajaría en el desarrollo de software para otras plataformas. Tras un desmentido inicial de la noticia, finalmente Sega Japón publicó un comunicado de prensa en el que confirmaba que estaba considerando la posibilidad de desarrollar software para la PlayStation 2 y la Game Boy Advance como parte de su «nueva política de gestión». El 31 de enero de 2001 anunciaron el cese de la producción de la Dreamcast a partir del 31 de marzo y la reestructuración de la empresa como desarrollador de software multiplataforma para terceros. También anunciaron una reducción del precio de la Dreamcast para liquidar su reserva de existencias, estimada en 930 000 unidades, a partir de abril de 2001; posteriormente le siguieron otras rebajas para liquidar el inventario restante. La última Dreamcast fabricada fue firmada por los jefes de los nueve estudios de desarrollo de juegos originales de Sega, junto con los responsables del desarrollador de juegos deportivos Visual Concepts y del estudio de audio Wave Master y regalada junto con 55 juegos originales para la Dreamcast a través de un concurso organizado por la publicación especializada en videojuegos GamePro.
Okawa, que le había prestado 500 millones de dólares a Sega en 1999, murió el 16 de marzo de 2001; poco antes de su muerte, canceló las deudas de Sega con él y le entregó sus 695 millones de dólares en acciones de Sega y CSK, ayudando a la compañía a sobrevivir a la transición a su nueva forma de negocio de desarrollo de software para terceros. Mantuvo conversaciones infructuosas con Microsoft sobre una posible venta o fusión con su división de Xbox. Según el exejecutivo de Microsoft Joachim Kempin, el fundador de Microsoft, Bill Gates, decidió no adquirir Sega porque «no creía que Sega tuviera suficiente fortaleza para frenar a Sony». Se anunció una alianza comercial con Microsoft en la que Sega desarrollaría 11 juegos para la nueva consola Xbox. Como parte de la reestructuración, casi un tercio de la plantilla de Sega en Tokio fue despedida en 2001. El ejercicio fiscal de 2002 fue el quinto año consecutivo de pérdidas netas de Sega. Tras la muerte de Okawa, Hideki Sato, un veterano de la compañía con 30 años de experiencia que había trabajado en la división de consolas, fue elegido presidente de Sega.
A la vista de los malos resultados de ventas de 2002, redujeron su previsión de beneficios para 2003 en un 90 % y consideraron la posibilidad de realizar fusiones. En 2003 iniciaron conversaciones con Sammy Corporation, una empresa de fabricación de pachinko y pachislot (una variante de máquinas tragaperras) y con la empresa de videojuegos Namco. El presidente de Sammy, Hajime Satomi, tenía antecedentes con Sega, ya que Isao Okawa había sido su asesor y se le había pedido que fuera CEO de Sega. El 13 de febrero la compañía anunció que se fusionaría con Sammy pero, hasta el 17 de abril seguían manteniendo conversaciones con Namco, que intentaba detener la fusión. El hecho de que Sega considerara la oferta de Namco molestó a los ejecutivos de Sammy. Al día siguiente del anuncio de Sega de que ya no iba a fusionarse con Sammy, Namco retiró su oferta. En 2003 Sato y el COO Tetsu Kamaya dimitieron; Sato fue reemplazado por Hisao Oguchi, el responsable del equipo de desarrollo interno de juegos Sega AM3. Peter Moore dejó Sega América en enero de 2003 tras un frustrante encuentro con Sega Japón que se negó a adaptarse al cambiante escenario del mercado de los videojuegos debido a juegos para adultos como Grand Theft Auto III; en octubre de 2003 fue sustituido por Hideaki Irie, que anteriormente había trabajado en Agetec y ASCII Media Works.

### 2003-2015: La adquisición por Sammy; ampliación de mercados

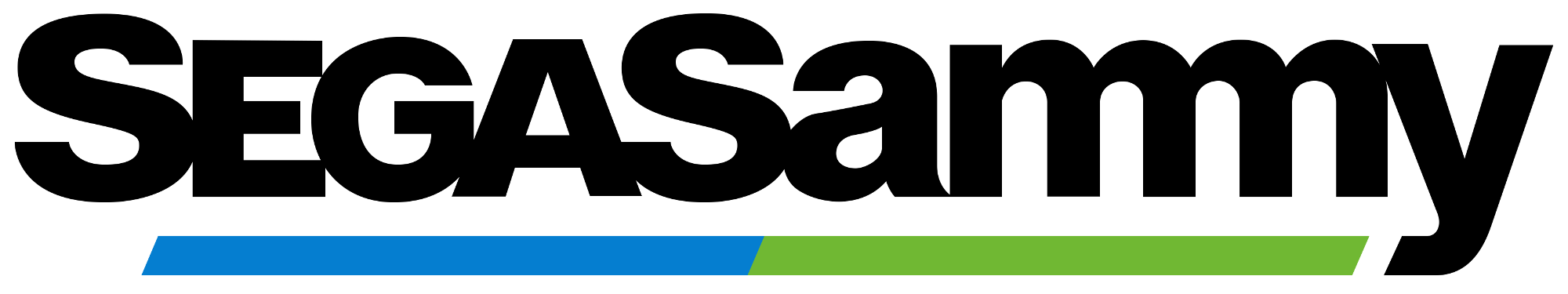
Sega Sammy Holdings se fundó en 2004.

En agosto de 2003 Sammy compró el 22,4 % de las acciones de la compañía a CSK, convirtiéndose así en el mayor accionista de Sega. Ese mismo año Hajime Satomi manifestó que la actividad de Sega se centraría en su rentable negocio de arcade, en lugar del generador de pérdidas mercado del desarrollo de software doméstico. En 2004 se creó Sega Sammy Holdings, un holding de la industria del entretenimiento; Sega y Sammy pasaron a ser filiales de la nueva sociedad gestora, ambas operando de forma independiente aunque los departamentos ejecutivos se fusionaron. Según el primer informe anual de Sega Sammy, la fusión se realizó porque ambas empresas pasaban por momentos difíciles. Satomi señaló que Sega había estado operando con pérdidas durante casi diez años, mientras que en el caso de Sammy temía su estancamiento y una excesiva dependencia de su altamente rentable negocio de máquinas pachislot y pachinko, y quería apostar por su diversificación. Sammy se hizo con el resto de las acciones de Sega mediante una OPA. En el acuerdo de intercambio de acciones valoró a Sega entre 1450 y 1800 millones de dólares. Sega Sammy Holdings se estructuró en cuatro segmentos de negocio: Sector de consumo (videojuegos), Sector de máquinas recreativas (arcade), Sector de centros de ocio (parques temáticos y arcade de Sega) y sector de pachislot y pachinko (el negocio de pachinko y pachislot de Sammy).
Tras el declive mundial de la industria del arcade en el siglo XXI, Sega introdujo varios planteamientos novedosos adaptados al mercado japonés. Derby Owners Club era un arcade de simulación de carreras de caballos con tarjetas de memoria para el almacenamiento de datos, diseñada para tardar más de media hora en completarse y con un coste de 500 yenes por juego; unas pruebas realizadas con este juego en un salón recreativo de Chicago mostraron que se había convertido en la máquina más popular del local, con una tasa de repetición del 92 %. La versión japonesa para ocho jugadores fue lanzada en 1999 y una versión más pequeña para cuatro jugadores se lanzó en Norteamérica en 2003. Sega introdujo máquinas arcade de juegos de cartas coleccionables, con juegos como World Club Champion Football para el público en general y Mushiking: The King of Beetles para niños. También introdujo el uso de Internet en los arcades con Virtua Fighter 4 en 2001 y lo mejoró en 2014 con ALL.Net, un sistema de comunicación en red para juegos arcade. En los mercados occidentales no se utilizaron las opciones de juego en red en los arcade, ya que se consideró que la infraestructura existente no era suficiente.
En 2005 Sega adquirió la cadena de salones recreativos de arcade GameWorks, hasta que se vendió en 2011. Las ventas de máquinas arcade le generaron anualmente a la empresa mayores beneficios que las consolas, los móviles y los juegos para PC hasta el año fiscal 2014.
A fin de impulsar el crecimiento de los mercados occidentales, en 2005 se realizaron cambios en la directiva de la compañía; Simon Jeffery fue nombrado presidente y director de operaciones de Sega América y Mike Hayes en presidente y director de operaciones de Sega Europa. En 2009, debido a la marcha de Jeffrey, Mike Hayes pasó a ser presidente de Sega West que incluye tanto a Sega América como a Sega Europa.
En el mercado de las consolas y los dispositivos portátiles, Sega tuvo éxito con juegos dirigidos al mercado japonés como Hatsune Miku: Project DIVA y la serie Yakuza. También distribuye juegos de pequeños desarrolladores japoneses y vende localizaciones de juegos occidentales en Japón. En 2013 Sega Sammy adquirió Index Corporation, que había entrado en proceso de quiebra; tras la compra, Sega implementó un spin-off corporativo con Index. Los activos de este último pasaron a Atlus, una subsidiaria de Sega.
En el mercado de los móviles, Sega lanzó en 2008 su primera app en el iTunes Store con una versión de Super Monkey Ball. Debido en parte a la disminución de las ventas de juegos distribuidos en formato físico en todo el mundo en la década de 2010, la compañía inició un proceso de despidos y cerró cinco oficinas con sede en Europa y Australia el 1 de julio de 2012, y decidieron centrar su línea de negocio en el mercado de los juegos digitales para PC y los dispositivos móviles.
 En 2012 adquirieron algunas empresas para el desarrollo de móviles, como Hardlight, Three Rings Design y Demiurge Studios, que pasaron a formar parte de sus filiales.
Para optimizar sus operaciones, Sega estableció empresas operativas para cada uno de sus líneas de negocio en los años 2010. En 2012 crearon Sega Networks como filial para sus juegos para móviles. Ese mismo año se constituyó Sega Entertainment para su negocio de instalaciones de ocio. En enero de 2015 Sega América anunció su traslado desde San Francisco a la sede de Atlus en Irvine (California), traslado que se completó a finales de ese año. De 2005 a 2015 los ingresos operativos de la compañía mejoraron en comparación con los problemas financieros del pasado, aunque no fueron rentables todos los años.
| Ejercicio económico  | 2005  | 2006  | 2007   | 2008  | 2009  | 2010  | 2011 | 2012    | 2013 | 2014  | 2015  |
| -------------------- | ----- | ----- | ------ | ----- | ----- | ----- | ---- | ------- | ---- | ----- | ----- |
| Máquinas recreativas | 7423  | 12176 | 11 682 | 7152  | 6890  | 7094  | 7317 | 7415    | 1902 | −1264 | −2356 |
| Centros de ocio      | 5472  | 9244  | 132    | −9807 | −7520 | −1338 | 342  | 355     | 1194 | 60    | −946  |
| Productos de consumo | -8809 | 9244  | 1748   | −5989 | −941  | 6332  | 1969 | −15 182 | −732 | 2089  | 4033  |

### 2015-actualidad: Reestructuración
En abril de 2015 Sega Corporation se transformó en Sega Group, uno de los tres grupos integrantes de Sega Sammy Holdings. Se constituyó Sega Holdings Co., Ltd., con cuatro áreas de negocio a su cargo. Haruki Satomi, hijo de Hajime Satomi, asumió el cargo de presidente y CEO de la empresa en abril de 2015. Sega Games Co., Ltd. pasó a ser el nombre legal de Sega Corporation y continuó encargándose de la gestión de los videojuegos domésticos, mientras que Sega Interactive Co., Ltd. se fundó para asumir el control de la división de arcade. También en 2015, Sega Networks se fusionó con Sega Games Co., Ltd. En el Tokyo Game Show de septiembre de 2016, Sega anunció que había adquirido la propiedad intelectual y los derechos de desarrollo de todos los juegos desarrollados y publicados por Technosoft.
En abril de 2017 Sega Sammy Holdings anunció que trasladaría a Shinagawa-ku las oficinas de su sede central y sus filiales nacionales situadas en el Área del Gran Tokio en enero de 2018, con el fin de agrupar las distintas unidades de la sede central, entre las que se encontraban Sega Sammy Holdings, Sammy Corporation, Sega Holdings, Sega Games, Atlus, Sammy Network y Dartslive. La anterior sede de Sega, situada en Ōta, se vendió en 2019.
En junio de 2017 Chris Bergstresser reemplazó a Jurgen Post como presidente y COO de Sega Europa; en junio de 2018 lo sustituyó Gary Dale, anteriormente directivo de Rockstar Games y Take-Two Interactive. Unos meses más tarde Ian Curran, antiguo ejecutivo de THQ y Acclaim Entertainment, reemplazó a John Cheng como presidente y COO de Sega América. En octubre de 2018 Sega anunció unos buenos resultados de ventas en el mercado occidental de juegos como Yakuza 6: The Song of Life y Persona 5, gracias al trabajo de localización de Atlus.
A pesar del aumento del 35 % en las ventas de juegos para consolas y el éxito en su línea de negocio de juegos para PC, los beneficios cayeron un 70 % con respecto al año anterior en el ejercicio fiscal 2018, debido sobre todo al mercado de juegos para móviles o juegos en línea multiplataforma como Phantasy Star Online 2. Como respuesta, Sega anunció que para sus juegos digitales se centraría en versiones de juegos que ya formaban parte de su propiedad intelectual y también en áreas en expansión como los juegos con formato físico en el mercado exterior. La compañía atribuyó la pérdida a errores de estudio de mercado y a tener demasiados juegos en desarrollo. Entre los proyectos en desarrollo de Sega estaban un nuevo juego de la serie Yakuza, Persona 5 Scramble: The Phantom Strikers, el filme Sonic, la película y la consola dedicada Mega Drive Mini, que se lanzó en septiembre de 2019. En mayo de 2019 Sega adquirió Two Point Studios, empresa conocida sobre todo por su videojuego de simulación Two Point Hospital.
El 1 de abril de 2020 Sega Interactive se fusionó con Sega Games Co., Ltd. La empresa pasó a llamarse de nuevo Sega Corporation, mientras que Sega Holdings Co., Ltd. pasó a denominarse Sega Group Corporation. Según la propia compañía, el cambio se hizo para permitir una mayor flexibilidad en la investigación y el desarrollo. En abril de 2020 Sega vendió Demiurge Studios al cofundador de Demiurge, Albert Reed. Demiurge afirmó que continuaría ofreciendo soporte a los juegos para móviles que desarrolló bajo la dirección de Sega. En junio, como parte de la celebración de su 60.º aniversario, Sega anunció la microconsola retrogaming Game Gear Micro, prevista para el 6 de octubre de 2020 en Japón. También anunciaron su plataforma Fog Gaming, que aprovechará la potencia de procesamiento no utilizada de las máquinas arcade durante la noche en los salones recreativos japoneses para potenciar las aplicaciones de juego en la nube.
Durante la segunda mitad de 2020, gran parte de las ganancias financieras que Sega obtuvo en la primera parte del año desaparecieron debido al impacto de la pandemia de COVID-19 en su división Sega Entertainment, que administraba sus salas de juegos. En noviembre, Sega Sammy vendió el 85,1% de sus acciones en la división a Genda Inc., aunque la marca Sega y las máquinas que funcionan con monedas producidas por la empresa continúan encontrándose en las salas de juegos. El desarrollo de juegos de arcade no se vio afectado por la medida. En enero de 2022, Sega vendió la parte restante de esta división a Genda.
En contraste con las pérdidas provocadas por las operaciones de entretenimiento en 2020, mejoraron las ventas y la recepción crítica de los juegos de consola doméstica de Sega; Metacritic nombró a Sega como la mejor editorial del año en 2020. De sus 28 lanzamientos ese año, el 95 % obtuvo puntajes de Metacritic «buenos» —por encima del 75 %—, incluidos dos con puntajes «excelentes» —por encima del 90 % para Persona 5 Royal y Yakuza 0—, con un puntaje de Metacritic promedio de 81,6 % para todos los lanzamientos de Sega de 2020.

## Estructura corporativa

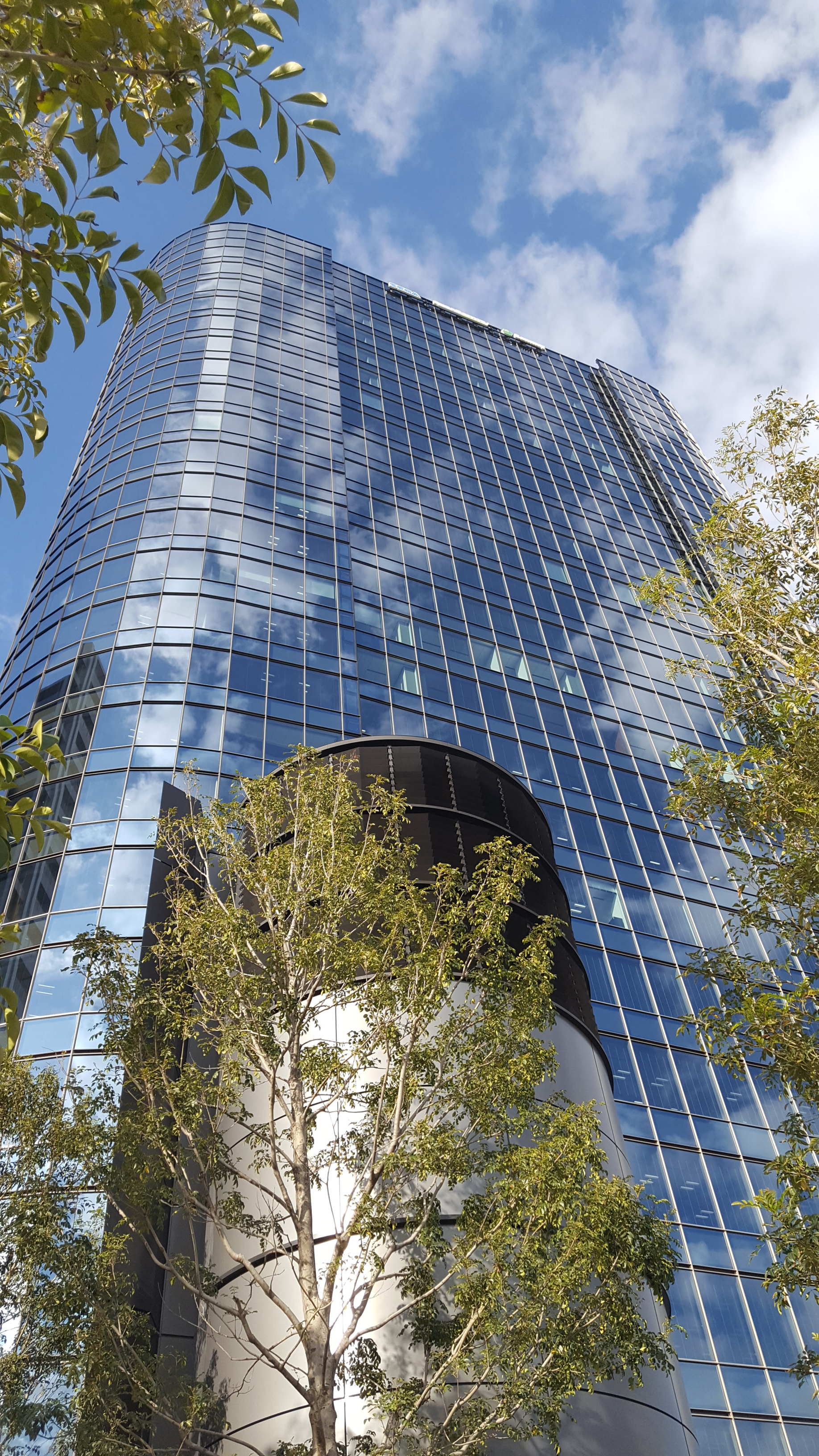
Sede central de Sega en Tokio, Japón.

La sede central de Sega se encuentra en Shinagawa-ku, Tokio, Japón. La compañía también cuenta con oficinas en Irvine, California (como Sega América), en Londres (como Sega Europa), en Seúl, Corea del Sur (como Sega Publishing Korea) y en Singapur, Hong Kong, Shanghái y Taipéi. En otras regiones, Sega ha recurrido a distribuidores para sus juegos y consolas, como Tectoy en Brasil. En 2012 cerraron sus oficinas en Francia, Alemania, España, Australia y Países Bajos y en su lugar formalizaron contratos de distribución con otras empresas para esos mercados.
Las relaciones entre las oficinas regionales no siempre han sido fluidas. Algunos conflictos en la década de 1990 puede que hayan sido causados por el presidente de Sega Nakayama y sus favoritismos hacia Sega América; según Kalinske, «Había algunos tipos en las oficinas ejecutivas a los que realmente no les gustaba que Nakayama en particular pareciera favorecer a los ejecutivos de EE. UU. Es posible que muchos de los ejecutivos japoneses estaban un poco celosos y creo que eso influyó en las decisiones que se tomaron.» Por el contrario, Steven L. Kent, escritor y periodista estadounidense especializado en el sector de los videojuegos, afirmó que Nakayama intimidaba a los ejecutivos estadounidenses y que Nakayama creía que los ejecutivos japoneses tomaban las mejores decisiones; Kent también considera que los CEO de Sega América, Kalinske, Stolar y Moore temían reunirse con los ejecutivos de Sega Japón.

### Filiales de Sega Group Corporation

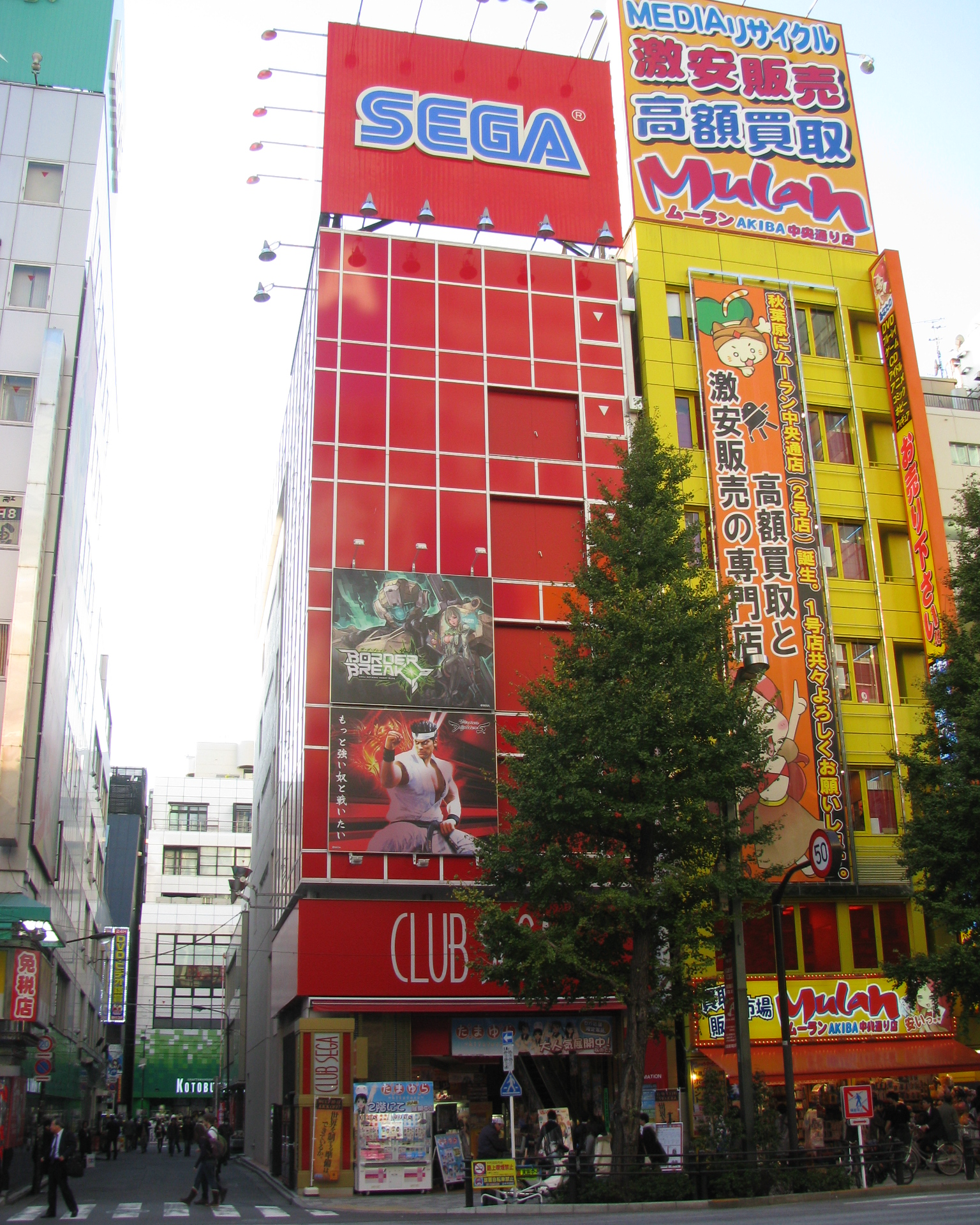
Club Sega en Akihabara, Tokio.

Tras la formación de Sega Group en 2015 y la fundación de Sega Holdings (posteriormente Sega Group Corporation), la antigua Sega Corporation pasó a denominarse Sega Games Co., Ltd. Bajo esta estructura corporativa, Sega Games era la responsable del mercado y desarrollo de videojuegos domésticos, mientras que Sega Interactive Co., Ltd., se encargó del negocio de juegos arcade de Sega. Ambas se fusionaron en el año 2020, pasando a denominarse Sega Corporation. La compañía incluye a Sega Networks, que se encarga del desarrollo de juegos para teléfonos inteligentes. Sega Corporation desarrolla y publica juegos para las principales consolas de videojuegos y máquinas recreativas arcade, y no ha expresado intención de volver a desarrollar consolas. Según el antiguo CEO de Sega Europa Mike Brogan «No hay futuro en la venta de hardware. En cualquier mercado, a través de la competencia, el hardware acaba convirtiéndose en una mercancía ... Si una empresa tiene que vender hardware, solo debe potenciar el software, aunque eso signifique perjudicar al hardware».
Sega Toys Co., Ltd. ha creado juguetes para franquicias infantiles como Oshare Majo: Love and Berry, Mushiking: King of the Beetles, Lilpri, Bakugan Battle Brawlers, Jewelpet, Rilu Rilu Fairilu, Dino Rey y Hero Bank; entre los productos lanzados en el mercado occidental están el perro robot iDog y el planetario casero Homestar, lanzado en 2005 con diseño del reconocido especialista en planetarios profesionales Takayuki Ohira. Sega Toys también heredó la miniconsola portátil de entretenimiento educativo Sega Pico y desarrolló el software Pico. Sega gestiona boleras y salones recreativos arcade a través de su filial Sega Entertainment Co., Ltd. Desde que abrió su primera sala de máquinas recreativas en Japón en 1970, Sega ha estado siempre presente en las salas arcade japonesas, pero en otros territorios no ha tenido un éxito sostenido. Su filial DartsLive fabrica juegos electrónicos de dardos, mientras que el Servicio de Logística de Sega distribuye y repara juegos de arcade. En 2015 Sega y la agencia de publicidad japonesa Hakuhodo formaron una empresa conjunta, Stories LLC, para la creación de entretenimiento para el cine y la televisión; Stories LLC tiene los derechos exclusivos de licencia para adaptar los productos de Sega al cine y la televisión y se ha asociado con productores para desarrollar series basadas en algunos como Shinobi, Golden Axe, Virtua Fighter, The House of the Dead y Crazy Taxi.

### Investigación y desarrollo desoftware
Sega desarrolla juegos a través de sus propios equipos de investigación y desarrollo. La franquicia Sonic the Hedgehog, desarrollada por su división Sonic Team, es una de las más vendidas de la historia. Sega también ha adquirido estudios de desarrollo que ahora son propiedad de la empresa, como Amplitude Studios, Atlus, Creative Assembly, Hardlight, Relic Entertainment, Sports Interactive y Two Point Studios.
Los equipos de investigación y desarrollo de software de Sega comenzaron con una división de desarrollo que operaba bajo el experimentado director de I+D de la compañía, Hisashi Suzuki. A medida que crecía el mercado de las consolas de videojuegos domésticas, Sega creó tres divisiones de Consumer Development (CS). A partir de octubre de 1983, el desarrollo de sistemas arcade se amplió a tres equipos: Sega DD n.º 1, 2 y 3. Poco después del lanzamiento del arcade de carreras de coches Power Drift, la compañía reestructuró de nuevo sus equipos como Sega Amusement Machine Research (Investigación en Máquinas Recreativas) y Development Teams (Equipos de Desarrollo), o equipos AM. Cada división arcade estaba desagregada y existía cierta rivalidad entre las divisiones de desarrollo de arcade y las de productos de consumo. En el año 2000 la compañía reestructuró sus equipos de desarrollo de arcade y consolas en nueve estudios semiautónomos dirigidos por los mejores diseñadores de la empresa. Los estudios eran United Game Artists, Smilebit, Hitmaker, Sega Rosso, Sega Wow, Overworks, Amusement Vision, Sega AM2 y Sonic Team. Se alentó a sus empresas de diseño a experimentar y se beneficiaron de un proceso de aprobación relativamente permisivo. Tras asumir la presidencia de la compañía en 2003, Hisao Oguchi anunció su intención de consolidar los estudios de desarrollo de Sega. Antes de la adquisición por parte de Sammy, Sega comenzó el proceso de reintegración de sus filiales en la empresa matriz. Toshihiro Nagoshi, antiguo director de Amusement Vision, recuerda este período como el que «en muchos sentidos una obra de afecto» de Sega enseñando a los creativos la experiencia de gestionar un negocio.
Sega todavía cuenta con estudios de desarrollo propios estructurados como departamentos de su división de investigación y desarrollo. Sonic Team se mantiene como el departamento de investigación y desarrollo de Sega CS2; el departamento CS3 ha desarrollado juegos como Phantasy Star Online 2 y el departamento AM2 de Sega Interactive ha trabajado en proyectos como el juego para teléfonos inteligentes Soul Reverse Zero. Toshihiro Nagoshi sigue involucrado en la investigación y desarrollo como director creativo de Sega mientras trabaja en la serie Yakuza.

## Legado
Sega es el mayor desarrollador de juegos de arcade del mundo, con más de 500 juegos, 76 franquicias y 23 placas de sistemas arcade desde 1981, e inscrita en 2010 en el Libro Guinness de los récords por este hecho. Martin Robinson, redactor de Eurogamer dijo sobre la división de arcade de Sega: «Es bulliciosa, amplia y con un gran sentido del espectáculo en toda su extensión. Además, tiene algo que a menudo ha evitado su prima de desarrollo de consolas: el éxito.»
La Mega Drive (Genesis en América) a menudo aparece clasificada entre las mejores consolas de la historia. En 2014 Jeremy Parish, de USgamer le atribuyó el mérito de dinamizar el mercado rompiendo el prácticamente monopolio de Nintendo, contribuyendo a crear franquicias modernas de videojuegos deportivos y popularizando los juegos de televisión en el Reino Unido. El antiguo CEO de Sega América Tom Kalinske considera que Sega ha sido innovadora al desarrollar juegos para un grupo demográfico de mayor edad y al ser pionera en el concepto de «street date» con el lanzamiento simultáneo en Norteamérica y Europa de Sonic the Hedgehog 2. La campaña de marketing de Sega América para el lanzamiento de la Genesis influyó en el marketing de las consolas posteriores.
Los responsables de Sega recibieron críticas por su gestión de la Saturn, aunque, a pesar de su fracaso comercial, la consola es muy apreciada por su catálogo de juegos, aunque se le ha criticado por la falta de lanzamientos de franquicias destacadas. Edge publicaba en 2008 que «sus incondicionales devotos siguen recordando la consola que dio origen a juegos como Burning Rangers, Guardian Heroes, Dragon Force y Panzer Dragoon Saga.» Según Greg Sewart, de 1UP.com, «la Saturn pasará a la historia como uno de los mejores y más problemáticos sistemas de todos los tiempos».
La Dreamcast tiene la reputación de haberse adelantado a su tiempo, con algunos elementos que se convirtieron en estándar en las consolas, como los controles de movimiento y la funcionalidad en línea. Su desaparición se ha relacionado con las transformaciones en la industria de los videojuegos. En su obra 1001 videojuegos a los que hay que jugar antes de morir, Duncan Harris escribió que el final del Dreamcast «marcó el fin de la cultura de los juegos de arcade ... La consola de Sega ofrecía la esperanza de que las cosas no iban a cambiar para peor y que los principios de divertimento rápido y gráficos brillantes y atractivos no iban a hundirse en un pantano marrón y verde de juegos bélicos realistas». Parish contrastaba su variado catálogo con el «sofocante sentido del conservadurismo» que impregnó la industria en la década siguiente.
En Eurogamer, Damien McFerran consideraba que las decisiones de Sega a finales de los años 1990 fueron «un trágico espectáculo de exceso de confianza y una práctica comercial lamentablemente errónea». Travis Fahs, de IGN, señaló que desde la adquisición por Sammy, Sega había desarrollado menos juegos y los había subcontratado a estudios más occidentales y que sus operaciones arcade se habían reducido significativamente, aunque escribió: «Sega fue uno de los desarrolladores más activos, creativos y productivos que la industria ha conocido y nada de lo que pueda pasarle a su reputación desde entonces cambiará eso». En 2015 el presidente de Sega, Haruki Satomi, dijo en una entrevista de la revista  Famitsū que, en los diez años anteriores, Sega había «traicionado» la confianza de los fanes más antiguos y que esperaba restablecer la imagen de la marca Sega. Durante la promoción de la Sega Genesis Mini, el director ejecutivo de la compañía, Hiroyuki Miyazaki, reflexionaba sobre la historia de Sega, diciendo: «Siento que Sega nunca ha sido la campeona, en la cima de todas las compañías de videojuegos, pero siento que mucha gente ama a Sega por su imagen de desvalida». En su libro de 2018 The Sega Arcade Revolution, Horowitz relacionaba el declive de Sega en la industria arcade después de 1995 con importantes cambios en la industria; argumentó que sus problemas más graves provenían de la pérdida de su talento creativo, en particular de Yūji Naka y Yū Suzuki, tras la adquisición por parte de Sammy, pero concluyó que «ahora, Sega se encuentra en su mejor situación financiera de las dos últimas décadas. La compañía ha resistido».